# Museu do Crime de Manaus
Museu do Crime de Manaus é um museu brasileiro idealizado pelo Tribunal de Justiça do Amazonas (TJAM) dedicado aos julgamentos históricos da história dos crimes de grande repercussão no estado do Amazonas.
Sidney Level, responsável pela coleta do acervo, afirma que a proposta surgiu da "necessidade de preservar a memória nacional, notadamente a memória dos eventos de grande importância para o Tribunal de Justiça do Amazonas, ao recuperar um acervo constituído por peças e registros relativos a essa história".
O Exército Brasileiro, a Superintendência da Polícia Federal do Amazonas e o Departamento de História da Universidade Federal do Amazonas (UFAM) têm parcerias com o museu.

## Acervo
Em seu acervo, o museu possui armas que foram utilizadas em crimes famosos praticados no estado do Amazonas, até itens do período da 1ª Guerra Mundial. Espadas, baionetas, submetralhadoras, garruchas, espingardas e pistolas estão entre os tipos de armas expostas.

### Assassinos
- Monstro da Colina

### Casos
- Caso Carmem Rebeca - Carmem era estudante do Colégio Auxiliadora, foi estuprada e assassinada pelo padrasto, identificado como "Lôbo"
- Caso Delmo - quando 27 homens foram a julgamento pela morte do estudante Delmo Campelo Pereira, em 1953
- Caso Fred - ocorrido em 2001, quando Fred Fernandes foi morto durante um atentado contra o veículo da família
- Caso Santa Etelvina - ocorrido em 1845, referente ao estupro e assassinato de uma virgem com requintes de crueldade